# Isocanace
Genre
Isocanace est un genre d'insectes diptères brachycères de la famille des Canacidae.

## Liste d'espèces
Selon BioLib (17 mars 2021) :
- Isocanace albiceps (Malloch, 1925)

Selon World Register of Marine Species (17 mars 2021) :
- Isocanace crosbyi Mathis, 1999